# 2019年中国足球协会女子超级杯
2019年东风雷诺中国足球协会女子超级杯是2019年由中国足球协会主办的一项足球锦标赛，由2019年中国女子足球超级联赛冠军江苏苏宁对阵2019年中国女子足球锦标赛亚军大连权健。比赛于2019年11月17日在湖北省武汉市的汉口文化体育中心举行。最终江苏苏宁以2比0击败大连权健，成为历史上第六支夺得超级杯的球队。

## 赛事数据
| 2019年11月17日 16:00 UTC+8 |

| 江苏苏宁                                | 2 - 0 | 大连权健 |
| --------------------------------------- | ----- | -------- |
| 唐佳丽（点球） 60' · 万如意（点球） 83' | 报告  |          |

| 武汉，汉口文化体育中心 |

江苏苏宁
首发：22-彭诗梦，2-万如意，7-许燕露，8-姚凌薇，10-马君，11-塔比莎，13-唐佳丽，16-王晓雪，18-倪梦婕，19-翟晴苇，26-李梦雯
替补：1-陆菲菲，3-窦加星，4-何维，5-刘菁，6-伊丽莎白，9-吴澄舒，23-杨丽，28-万维静，33-崔雨涵
大连权健
首发：18-毕晓琳，4-李丹阳，6-李冬娜，11-王珊珊，12-李曏，16-何湘楠，22-陈圆梦，24-司雨，28-黄望，29-何召芬，36-陈梦圆
替补：3-丛琦，20-徐冬丽，21-吕秧，27-宋端，31-徐红梅，33-黄冬冬，37-徐倩倩